# Arie Aalberts
A. (Arie) Aalberts (27 juni 1952) is een Nederlands bestuurder en politicus van het CDA. Van januari 2014 tot 1 december 2015 was hij waarnemend burgemeester van de gemeente De Friese Meren.
Aalberts was van 2004 tot 2014 burgemeester van Dantumadeel als opvolger van Jan Eggens. In 2007 was hij tevens korte tijd waarnemend burgemeester in de gemeente Gaasterland-Sloten. Eerder zat hij in het dagelijks bestuur van Wetterskip Fryslân en was hij voorzitter van de raad van commissarissen van een voorloper van wat later FrieslandCampina werd. Bij de fusie van de gemeenten Gaasterland-Sloten, Lemsterland en Scharsterland op 1 januari 2014 tot De Friese Meren werd Aalberts de waarnemend burgemeester van deze fusiegemeente. Op 1 december 2015 is hij opgevolgd door Fred Veenstra die de eerste kroonbenoemde burgemeester in De Friese Meren wordt.
- International Standard Name Identifier: 0000 0003 9337 5778
- Nederlandse Thesaurus van Auteursnamen: 267642881
- Virtual International Authority File: 287656585
- WorldCat: E39PBJckKgDkvgrPqFkD68xYyd